# シモン・ヴーエ
シモン・ヴーエ（Simon Vouet、フランス語: [vwɛ]、1590年1月9日 - 1649年6月30日）は、フランスの画家。今日ではイタリアのバロック絵画をフランスに伝えた人物として知られている。

## 略歴
パリに生まれた。父親は画家で弟のオーバン（Aubin Vouet, 1595年 – 1641年）も画家になった。
父親から美術を学び、肖像画家から画家のキャリアを始め、14歳の時イギリスで仕事をし、1611年にはオスマン帝国へ赴任するフランス大使アシル・ド・アルレ・ド・サンシーに同行した。イスタンブールからの帰途、1612年にヴェネツィア、1614年までにはローマを訪れ、1627年までローマなどイタリアに滞在した。
フランス国王からは邸を与えられ、イタリアの有力者たちがパトロンとなり、イタリア各地を訪れた。イタリアの画家たちの優れた点を吸収し評価を高め、1624年にはアカデミア・ディ・サン・ルカの会長に選ばれた。1626年に結婚した。
ローマでの成功にもかかわらず、1627年にフランス王の召還とベテュヌ公（Duc de Béthunes）の助言でフランスに帰国した。さまざまな宮殿、邸宅、教会の装飾画を描き、イタリア美術の新しいスタイルをフランスにもたらした。
弟子にシャルル・ルブラン、ヴァランタン・ド・ブーローニュ、シャルル＝アルフォンス・デュ・フレノワ、ピエール・ミニャール、ウスタシュ・ル・シュウール、ニコラ・シャペロン、クロード・メランらがいる。

## 作品

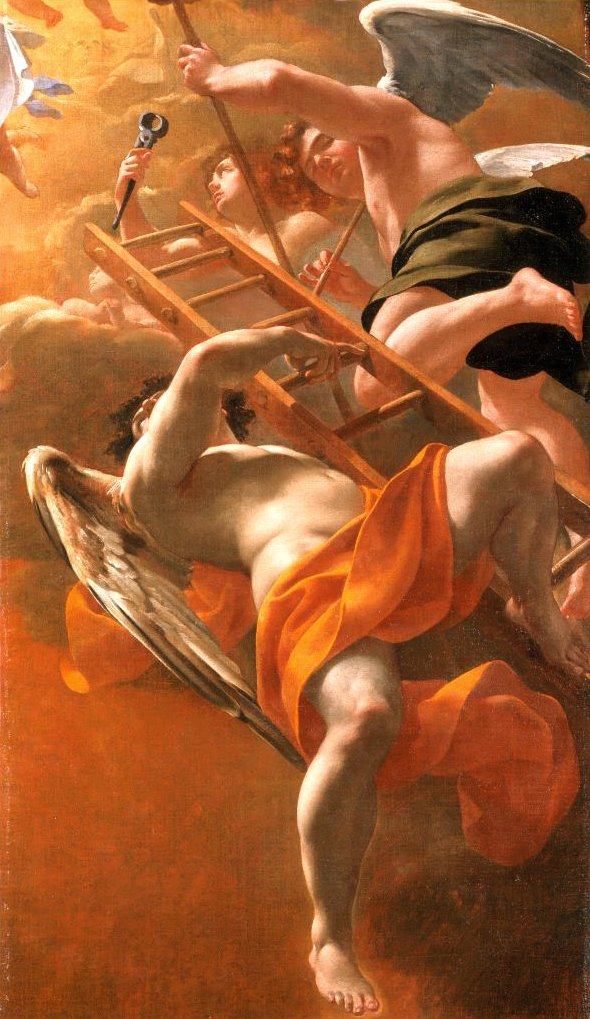
Les Anges portant les instruments de la Passion
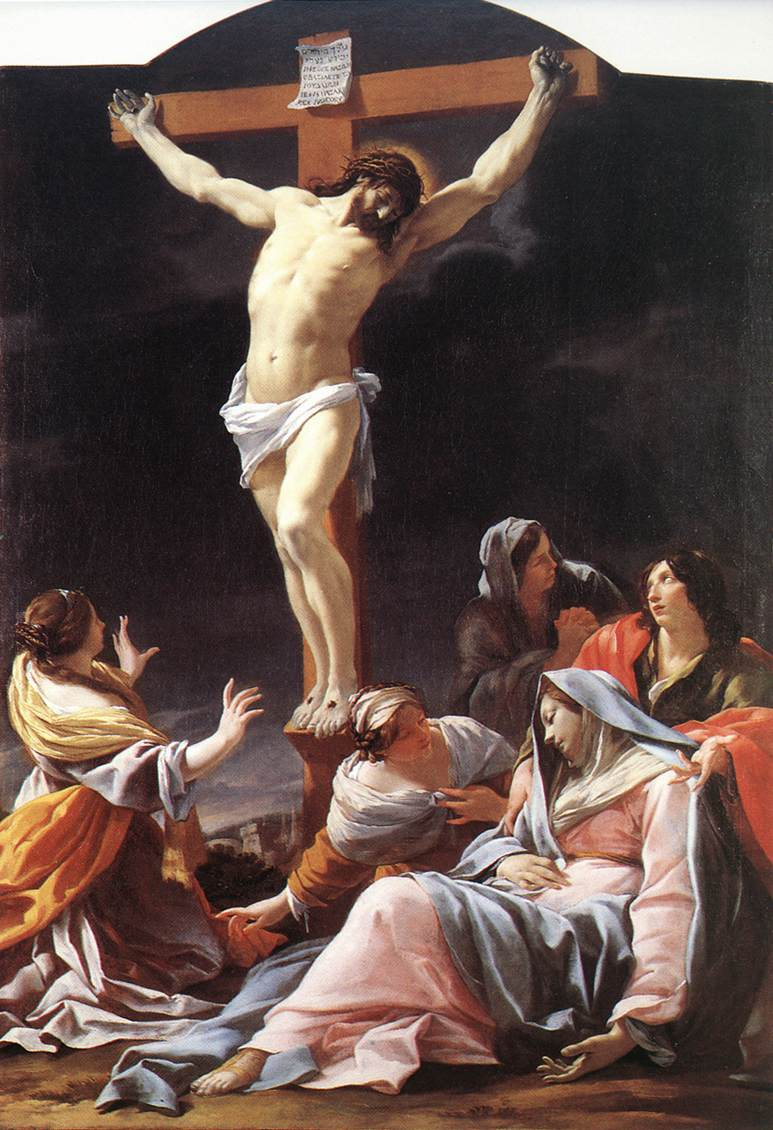
十字架
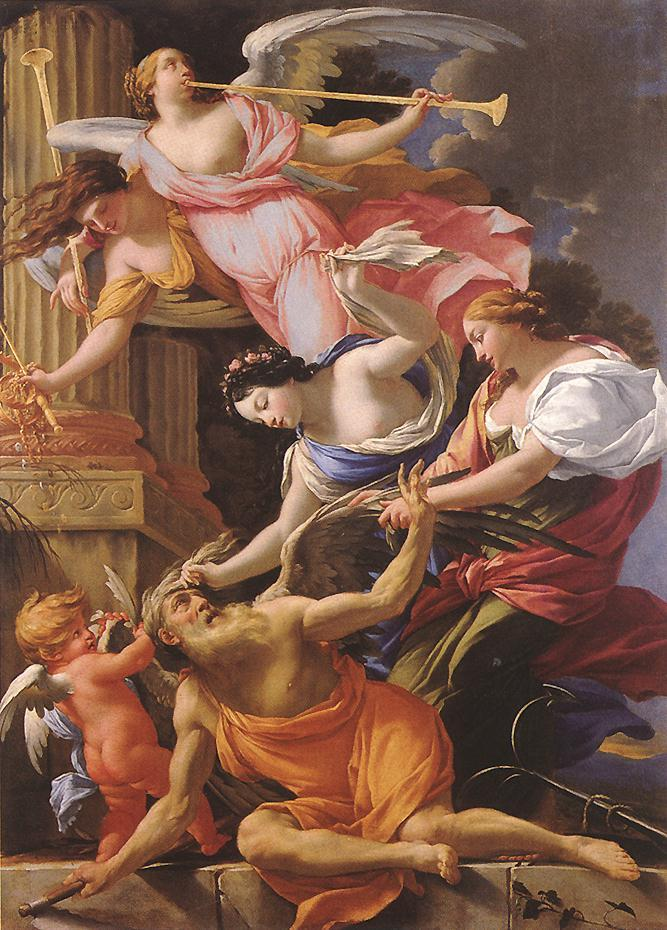
Saturn, Conquered by Amor, Venus and Hope
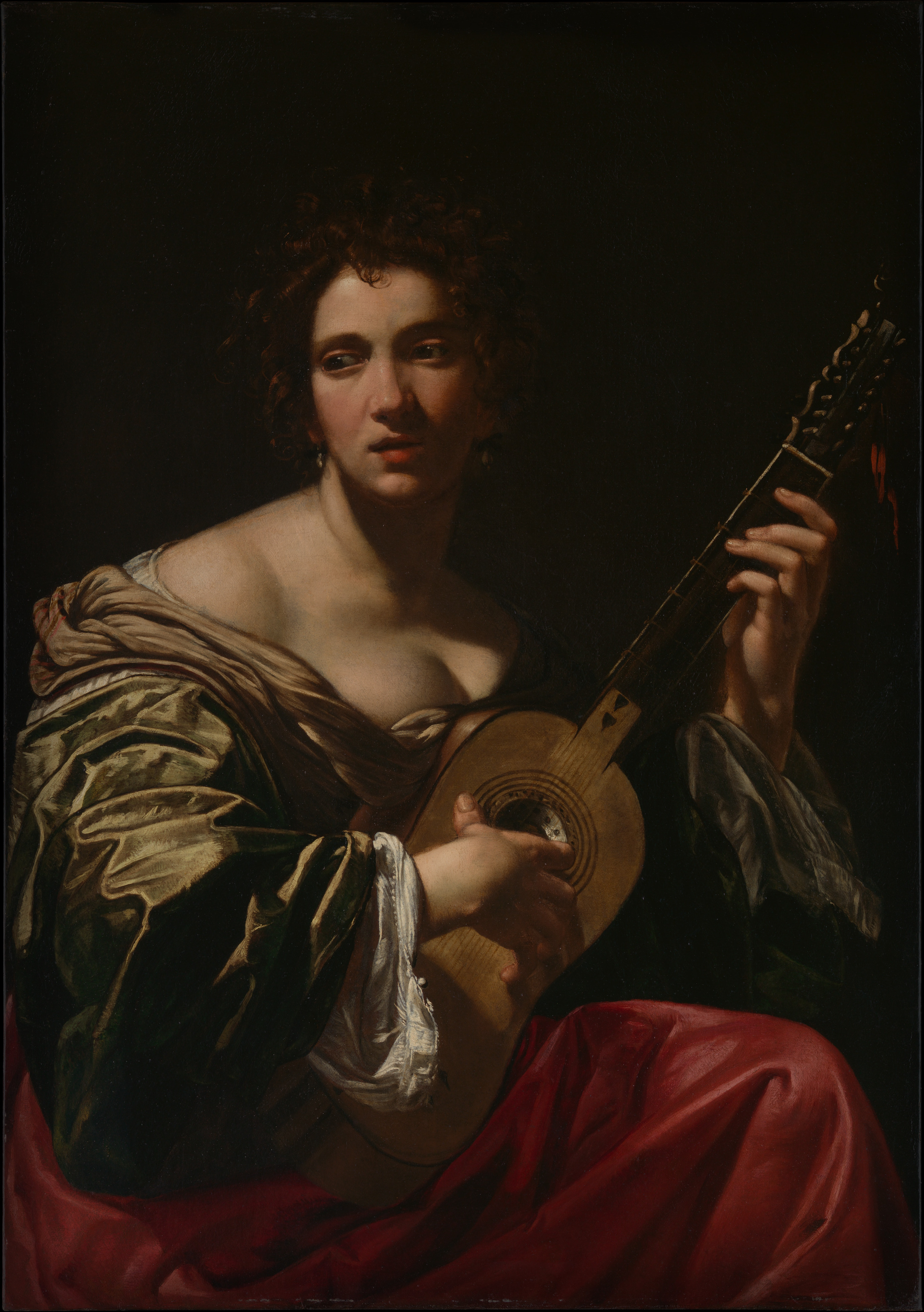
『ギターを弾く女性』(1618年頃)、 メトロポリタン美術館 (ニューヨーク)
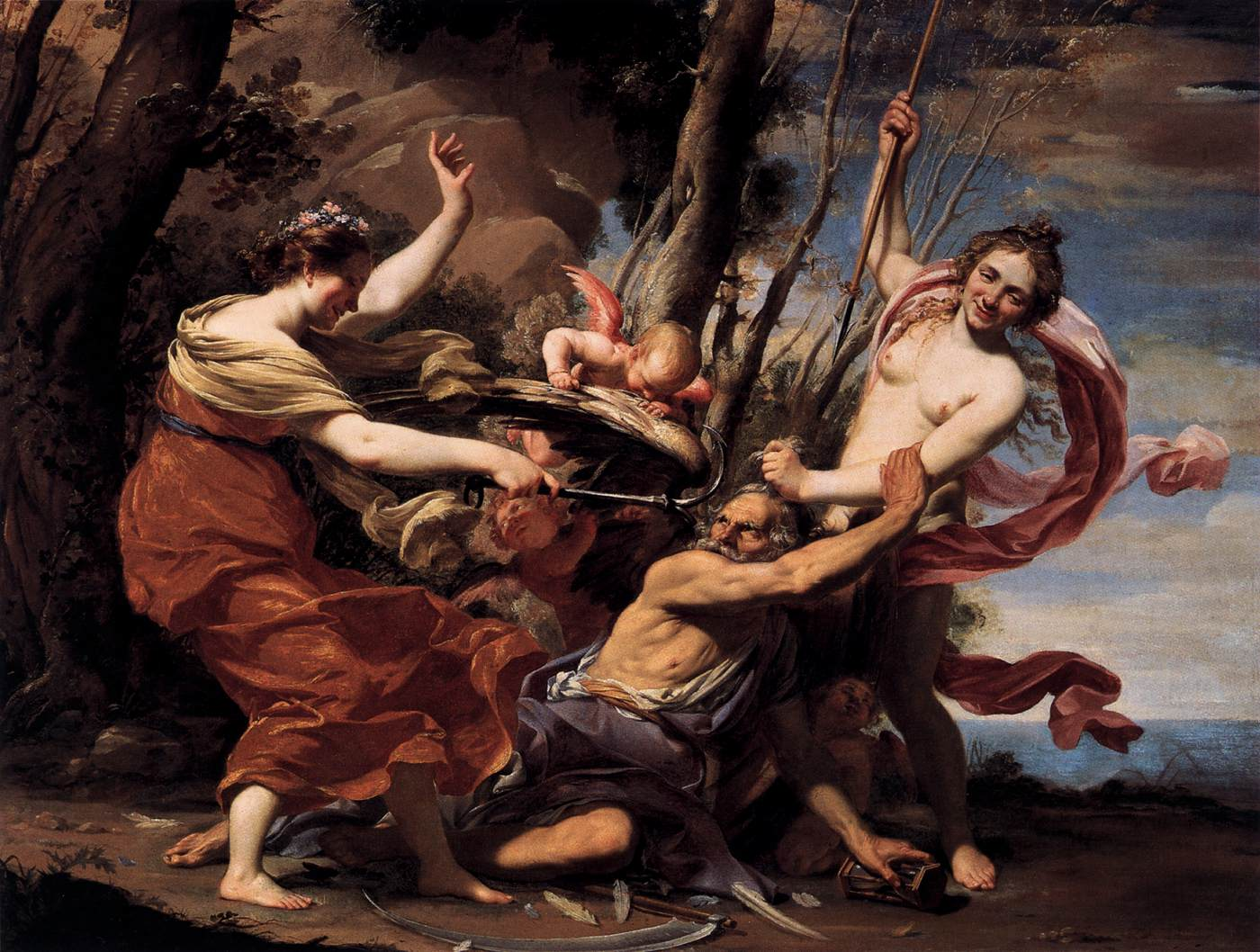
『若さと美に打ち負かされる時間の翁』(1627年)、 プラド美術館 (マドリード)
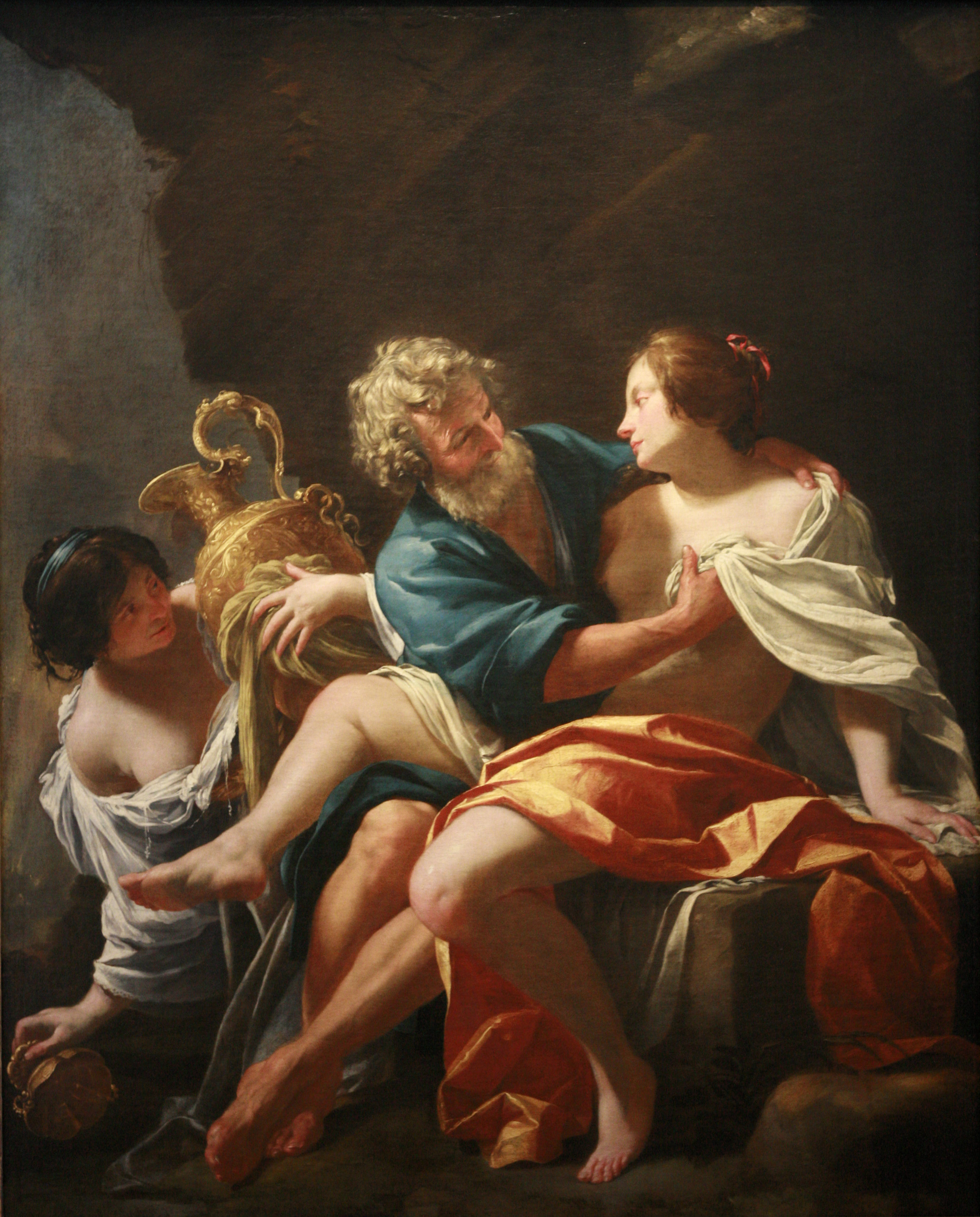
『ロトとその娘たち』(1633年)、 ストラスブール美術館 (ストラスブール)
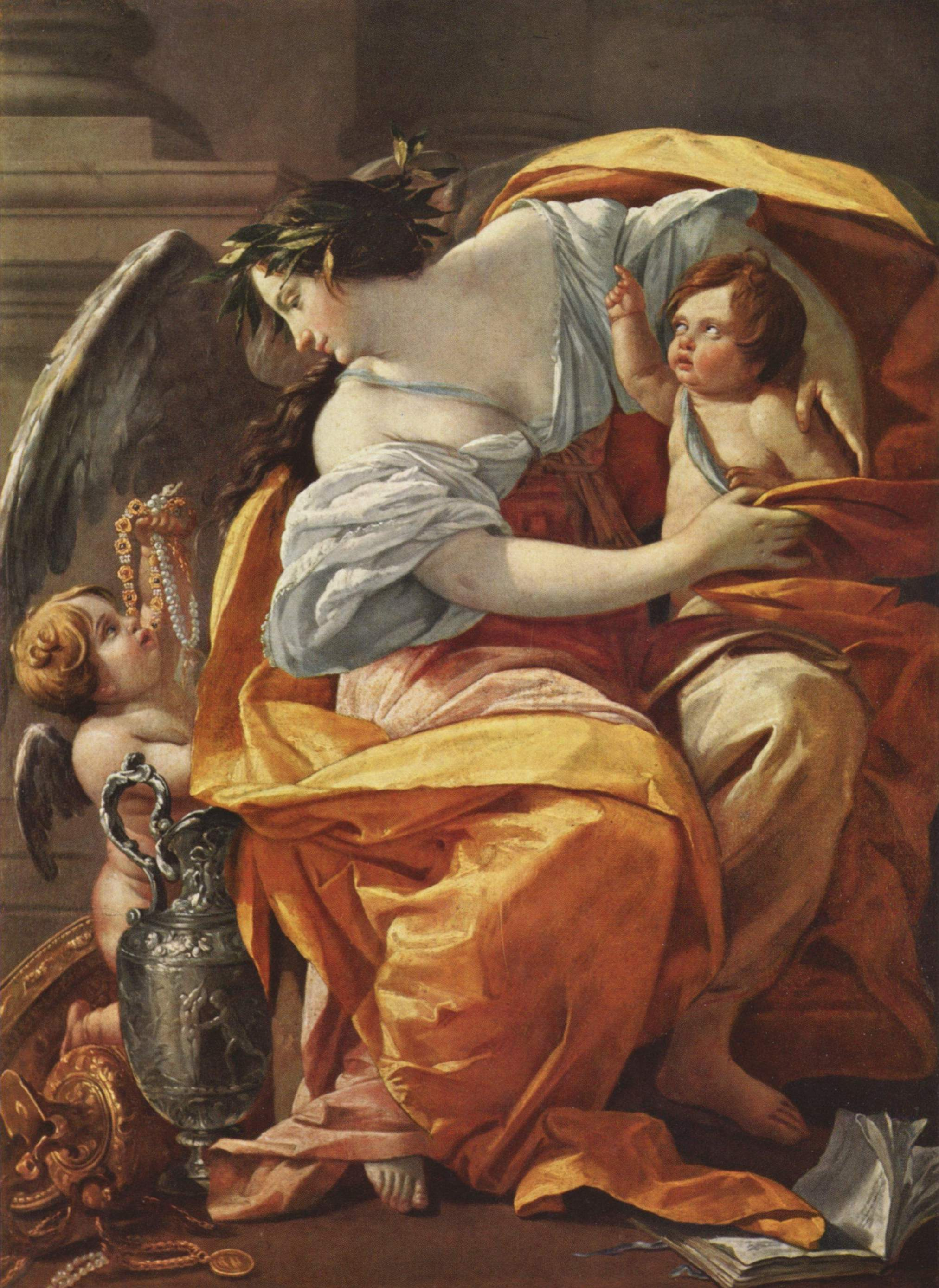
『富の寓意』(1638-1640年)、 ルーヴル美術館 (パリ)
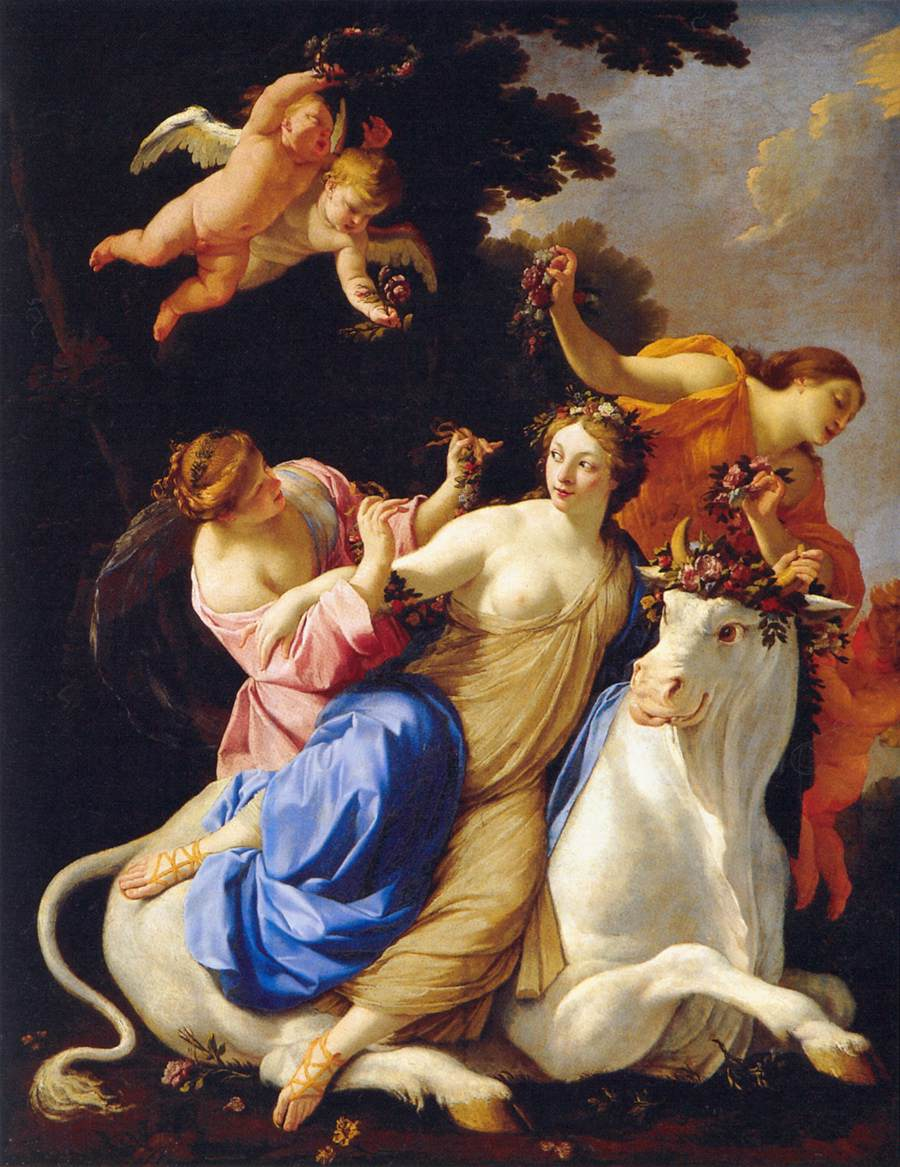
The Rape of Europa
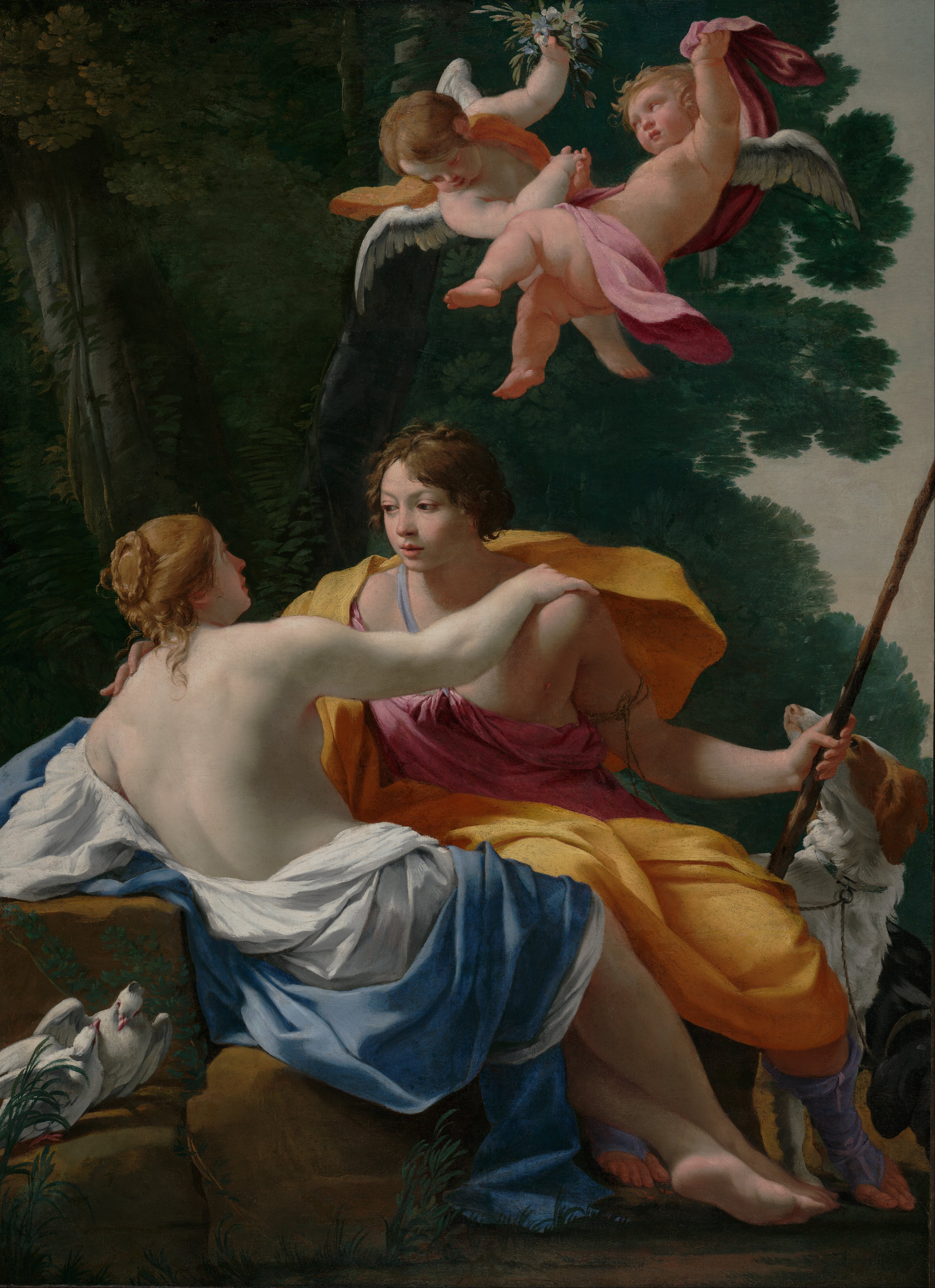
Venus and Adonis
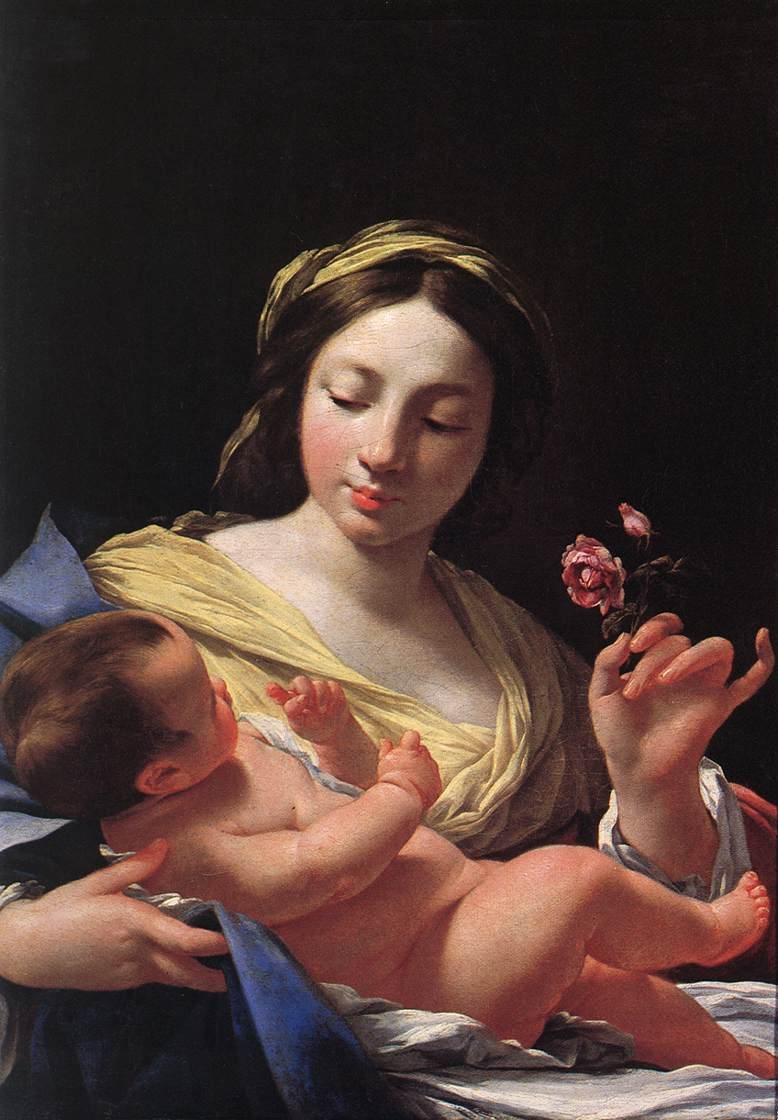
Madonna and Child
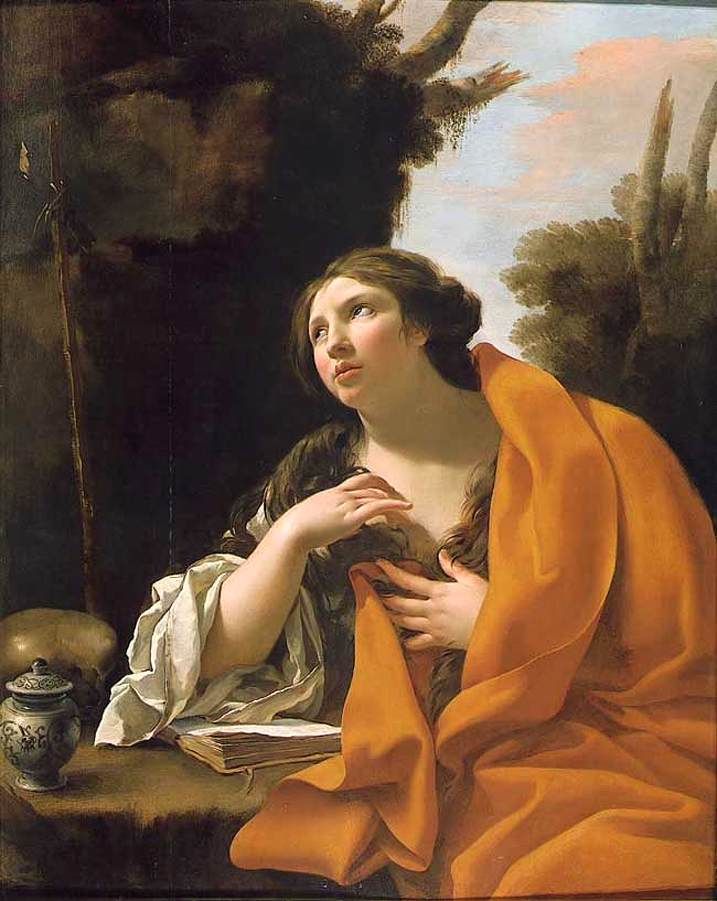
The Penitent Magdalen
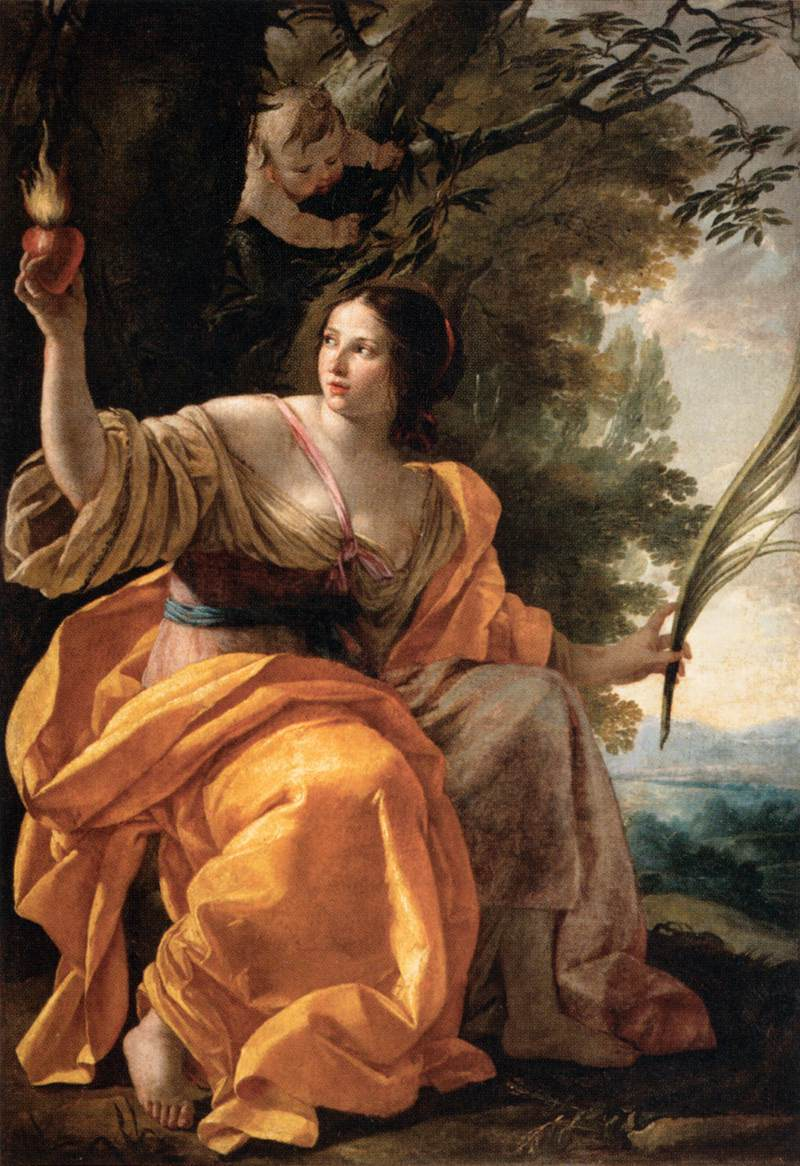
Heavenly Charity